# アセトヒドロキサム酸
アセトヒドロキサム酸（アセトヒドロキサムさん、またはN-ヒドロキシアセトアミド、英: Acetohydroxamic acid、AHAとも略記される)は、細菌や植物のウレアーゼに対する強力かつ不可逆的な酵素阻害剤であり、尿路感染症の治療に用いられる。分子構造は尿素に類似するが、ウレアーゼによる加水分解を受けない。物理的な性質として、融点は92℃。常温では白色ないしわずかに薄い黄色の結晶又は粉末である。
米国では1983年に「ストルバイト結石」の予防薬として希少疾病医薬品に指定された。